# Cuộc vây hãm Pháo đài Thánh Philip (1756)
Cuộc vây hãm Pháo đài Thánh Philip (1756) (thường được biết đến ở nước Anh với cái tên Sự thất thủ của Minorca) diễn ra năm 1756 trong cuộc Chiến tranh Bảy năm.

## Cuộc vây hãm
Một đội quân Pháp dưới sự chỉ huy của Công tước de Richelieu đổ bộ lên đảo và bao vây đồn trú của Anh, buộc họ phải đầu hàng sau khi một cuộc bao vây kéo dài hàng tiếng đồng hồ. Một đội quân cứu viện của Anh theo Đô đốc John Byng đi thuyền với mục đích cứu đảo, nhưng sau trận Minorca hải quân của Byng rút về Gibraltar, và cuộc kháng chiến của quân đồn trú cuối cùng sụp đổ. Byng sau đó đổ lỗi vì sự thất thủ ở Minorca, sau đó, được đưa ra pháp trường và bị xử bắn, ông hy sinh vào ngày 14 tháng 3 năm 1757.
Sức phòng ngự của quân đồn trú được coi là lâu dài và họ có đủ danh dự cho họ được phép mang theo vũ khí khi diễu hành và được chuyển về nhà Anh, một quy ước thông thường vào thời điểm đó.